# Eduardo Caba
Eduardo Caba (* 13. Oktober 1890 in Potosí; † 3. März 1953 in La Paz) war ein bolivianischer Komponist und Musikpädagoge.

## Leben und Werk
Eduardo Caba studierte 1927 in Buenos Aires bei Felipe Boero und ab 1927 auf Basis eines Stipendiums der bolivianischen Regierung bei Joaquín Turina und Bartolomé Pérez Casas in Madrid. Die bolivianische Regierung widerrief das Stipendium und Caba musste sein Studium aufgeben und kehrte nach Argentinien zurück.
Er integrierte sich in die argentinische Gesellschaft, sein künstlerischer Ruf wuchs und seine Werke wurden am Teatro Colón gespielt. 1942 zog er in sein Heimatland nach La Paz, wo er zum Direktor des Conservatorio Nacional de La Paz berufen wurde.
Eduardo Caba schrieb die Ballette Aires Indios und Kallana, die symphonische Dichtung Potosí, El poema de Charango für Klavier und Orchester, Kammermusik, 12 Aires indios für Klavier, 11 Canciones de cámara für Singstimme und Klavier sowie Stücke für Gitarre.
Seine Kompositionen, vor allem seine Ballette sind von den pentatonischen Strukturen der Bolivianischen Volksmusik beeinflusst.